# Щеголево (Московская область)
Ще́голево — деревня в Раменском муниципальном районе Московской области. Входит в состав сельского поселения Чулковское. Население — 67 чел. (2010).

## Название
Название связано с некалендарным личным именем Щеголь.

## География
Деревня Щеголево расположена в западной части Раменского района, примерно в 15 км к западу от города Раменское. Высота над уровнем моря 139 м. В 1,5 км к востоку от деревни протекает река Пахра. Ближайший населённый пункт — деревня Редькино.

## История
В 1926 году деревня являлась центром Щеголевского сельсовета Мячковской волости Бронницкого уезда Московской губернии.
С 1929 года — населённый пункт в составе Раменского района Московского округа Московской области.
До муниципальной реформы 2006 года деревня входила в состав Чулковского сельского округа Раменского района.

## Население
| 1926 | 2002 | 2010 |
| ---- | ---- | ---- |
| 225  | ↘52  | ↗67  |

В 1926 году в деревне проживало 225 человек (89 мужчин, 136 женщин), насчитывалось 42 крестьянских хозяйства. По переписи 2002 года — 52 человека (23 мужчины, 29 женщин).